# إرزيبيت فالكاي
إرزيبيت فالكاي (بالإيطالية: Erzsébet Valkai)‏ (مواليد 6 مارس 1979) هي لاعبة كرة ماء مجرية وإيطالية. تنافست مع منتخب المجر لكرة الماء للسيدات في دورة الألعاب الأولمبية الصيفية لعام 2004. في وقت لاحق غيرت جنسيتها إلى الإيطالية. كانت عضوًا في فريق كرة الماء للسيدات في إيطاليا، حيث لعبت دور المهاجم في دورة الألعاب الأولمبية الصيفية لعام 2008. على مستوى النوادي لعبت مع روما في إيطاليا.
هي شقيقة لاعب كرة الماء نيسجنيس فالكاي، الذي كان عضواً في المنتخب المجري في دورة الألعاب الأولمبية الصيفية لعامي 2004 و2008.

## روابط خارجية
- الملف الشخصي في pechino2008